# Jakob Robertsson
Jakob Robertsson, född 1566 i Skottland, död 3 december 1651 i Stockholm, var en svensk apotekare.

## Biografi
Jakob Robertsson föddes 1566 i Skottland. Han var son till Patrik Robertson och Elisabet Ramsay. Robertsson var filosofie och medicine doktor. Han blev 15 februari 1614 hovmedikus och livmedikus hos kung Gustav II Adolf. Han fick 22 november 1623 privilegium att inrätta Apoteket Markattan i Stockholm. Robertsson blev svensk adelsman under namnet Robertsson och introducerades 1635 i Sveriges Riddarhus som nummer 231. Han blev 1645 livmedikus och arkiater hos drottning Kristina. Robertsson avled 1651 i Stockholm och begravdes 26 maj 1652 i Spånga kyrka.

### Egendom
Robertsson ägde Kusta, Tensta, Mojla och Ajacorba.

### Familj
Robertsson gifte sig första gången 1620 på Nyköpings slott med Margareta Blom (död 1646). De fick tillsammans barnen Christina Jakobina Robertsson som var gift med landshövdingen Johan Graan, Adolf Robertsson, Gustaf Robertsson, Elisabet Robertsson som var gift med krigsrådet Adolf Fredrik Schletzer och överstelöjtnanten Johan Orcharton och Maria Eleonora Robertsson som var gift med livmedikus Peter Fuchs von Bühlstein.
Robertsson gifte sig andra gången 13 januari 1651 i Stockholm med Anna Seitserf (1635–1672), dotter till kaptenen Johan Seitserf och Eliabet de Maine. Efter Robertssons död gifte Anna Seitserf om sig med amiralitetsmedikus Peter Gripenflycht.